# Henryk Blazej
Henryk Blazej (né à Biskupice Radłowskie le 2 septembre 1952) est un flûtiste polonais.
Il étudie au Conservatoire de Cracovie où, en 1976, il obtient son diplôme.
En tant qu’étudiant, il participe à un Concours National de la Flûte en Pologne où il se distingue grâce à son talent précoce. Très vite, il est invité à faire partie de la Capella Cracoviensis, un ensemble qui se dévoue exclusivement à l’exécution de la musique ancienne. Il apparait sur les scènes de la Pologne, de l’Union Européenne, des États-Unis et de l’Asie, où il rencontre beaucoup de succès. Il a réalisé quelques enregistrements et a joué en direct pour la radio et pour la télévision en Pologne, en République tchèque, en Angleterre...
De 1991 à 1995, il est directeur artistique du Festival International de Musique de Sandomierz. Depuis 1994, il exerce, avec Teresa Kaban, une fonction de directeur du Festival International de Musique Oubliée qui se tient à Tarnów en Pologne.